# Tissey
Tissey ist eine französische Gemeinde mit 113 Einwohnern (Stand: 1. Januar 2022) im  Département Yonne in der Region Bourgogne-Franche-Comté (vor 2016 Bourgogne) im Osten Frankreichs. Die Gemeinde gehört zum Arrondissement Avallon und zum Kanton Tonnerrois (bis 2015 Tonnerre).

## Geografie
Tissey liegt etwa 31 Kilometer ostnordöstlich von Auxerre am Flüsschen Cléon. Umgeben wird Tissey von den Nachbargemeinden Vézannes im Norden und Nordwesten, Junay im Nordosten, Serrigny im Süden sowie Collan im Westen und Südwesten.

## Bevölkerungsentwicklung
| Jahr                      | 1962 | 1968 | 1975 | 1982 | 1990 | 1999 | 2006 | 2013 |
| ------------------------- | ---- | ---- | ---- | ---- | ---- | ---- | ---- | ---- |
| Einwohner                 | 143  | 131  | 120  | 100  | 121  | 117  | 96   | 102  |
| Quelle: Cassini und INSEE |      |      |      |      |      |      |      |      |

## Sehenswürdigkeiten
- Kirche Sainte-Brigitte